# Pseudotrochila rhododendri
Pseudotrochila rhododendri är en svampart som först beskrevs av Marjan Raciborski, och fick sitt nu gällande namn av Franz Xaver von Höhnel 1917. Pseudotrochila rhododendri ingår i släktet Pseudotrochila, ordningen Rhytismatales, klassen Leotiomycetes, divisionen sporsäcksvampar och riket svampar.   Inga underarter finns listade i Catalogue of Life.